# Ailsastra amezianeae
Ailsastra amezianeae är en sjöstjärneart som beskrevs av O'Loughlin och Ross Robert Mackerras Rowe 2005. Ailsastra amezianeae ingår i släktet Ailsastra och familjen Asterinidae. Inga underarter finns listade i Catalogue of Life.